# 自己進化機械
自己進化機械（じこしんかきかい、英語: Self-Evolving Machine）は、自己複製機械の一種で、自己を改良する能力を備える機械の概念。

## 概要
進化型ハードウェアや進化的アルゴリズム等、進化能力を備える機械の概念は一部の科学者やSF作家達に提唱されてきていて、実現に向けて様々なアプローチが試みられており、その一環としてハードウェア記述言語の自己書き換えコードで特定の処理に対して最適化するような機械の開発が一部で試みられている。